# Doksy (Liberec)
Doksy é uma cidade checa localizada na região de Liberec, distrito de Česká Lípa.